# Humboldt River
Humboldt er en flod der løber  i den amerikanske delstat Nevada. Floden, som er opkaldt efter Alexander von Humboldt, har sin kilde i Elko County som ligger i den nordøstlige del af staten og den munder ud i Humboldt Sink på grænsen mellem Churchill County og Pershing County. Den er ca. 531 km lang, og langs med floden går en jernbanelinje. Den største biflod er Reese.